# 石佛站 (日本)
石佛站（日语：／ Ishibotoke eki */?）是一個位於日本愛知縣岩倉市石佛町，屬於名古屋鐵道犬山線的鐵路車站。車站編號為IY08。

## 車站構造
可停靠8節編組的對向式月台2面2線地面車站。
| 月台 | 路線   | 方向 | 目的地               |
| ---- | ------ | ---- | -------------------- |
| 1    | 犬山線 | 下行 | 犬山方向             |
| 2    | 犬山線 | 上行 | 名鐵名古屋、金山方向 |

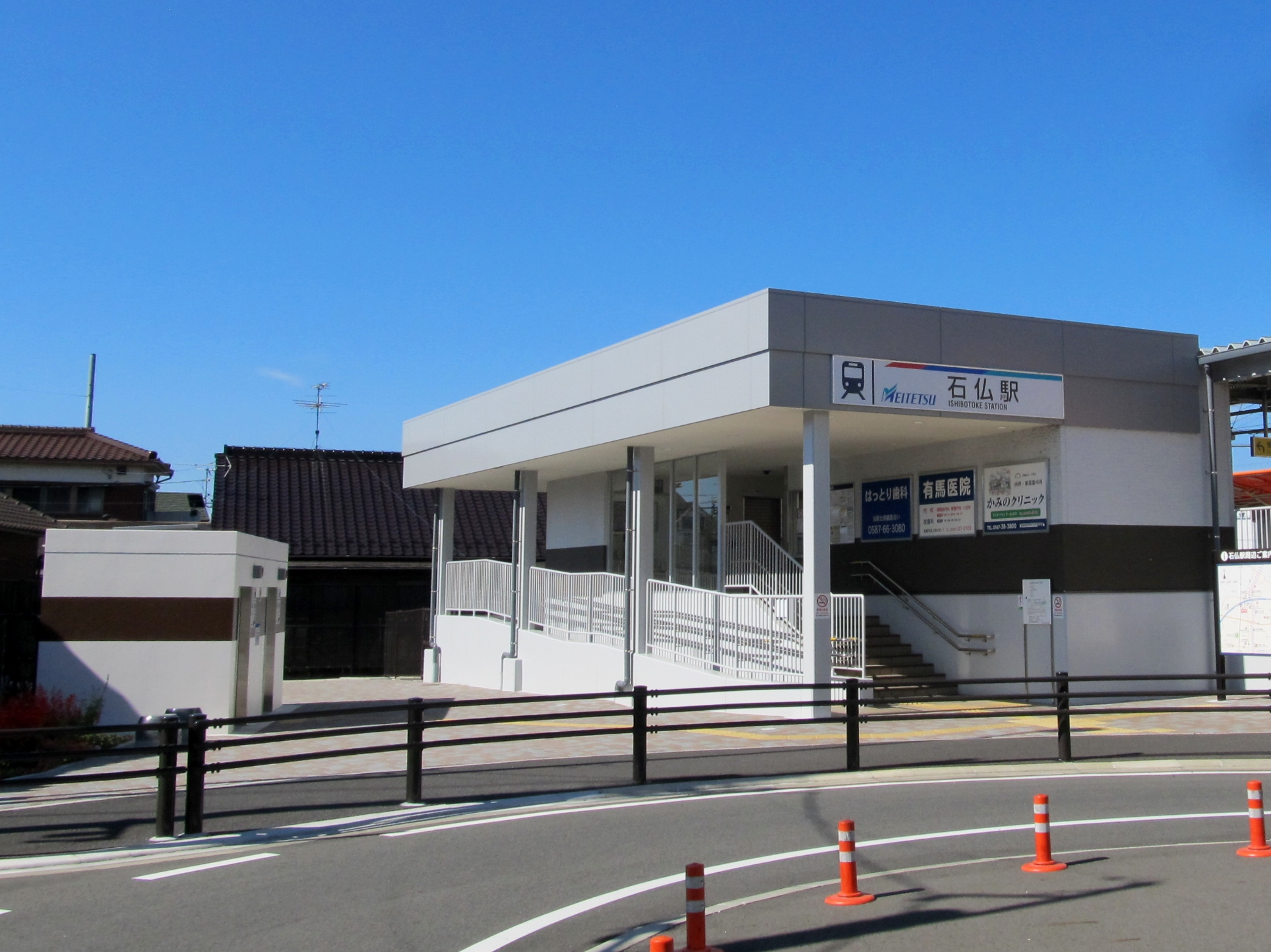
東口(2022年7月)
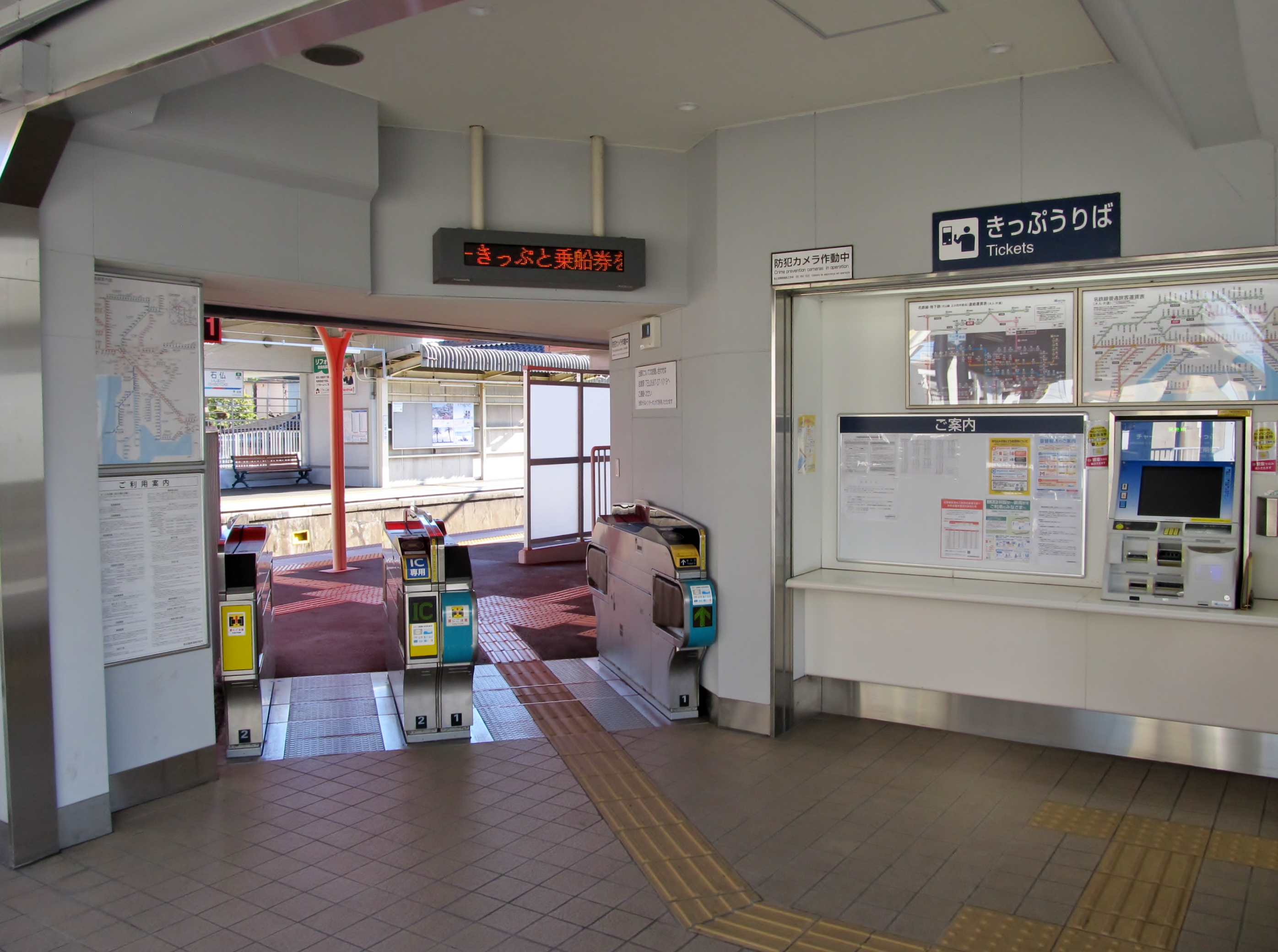
檢票口(2024年1月)
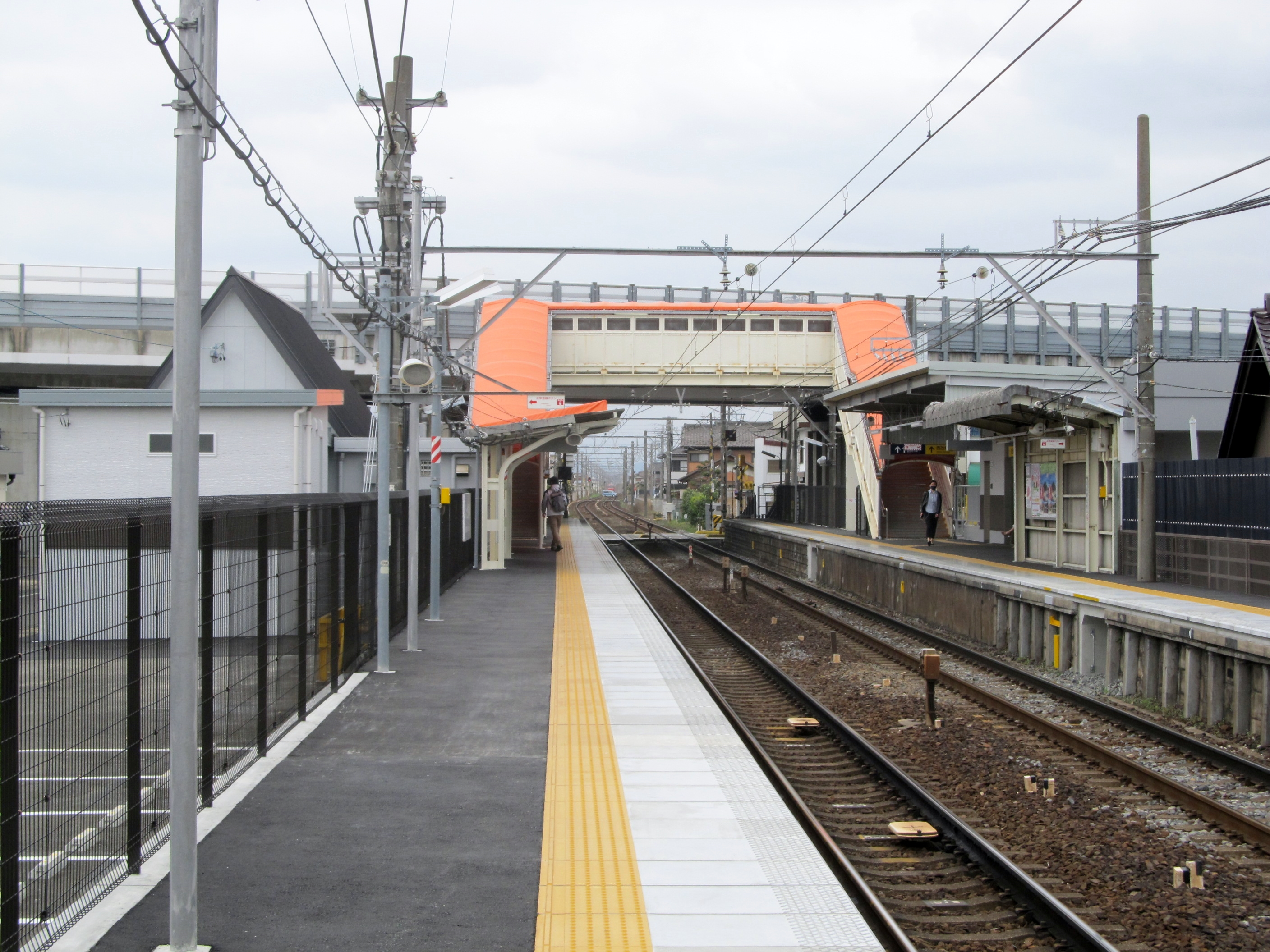
月台(2021年4月)
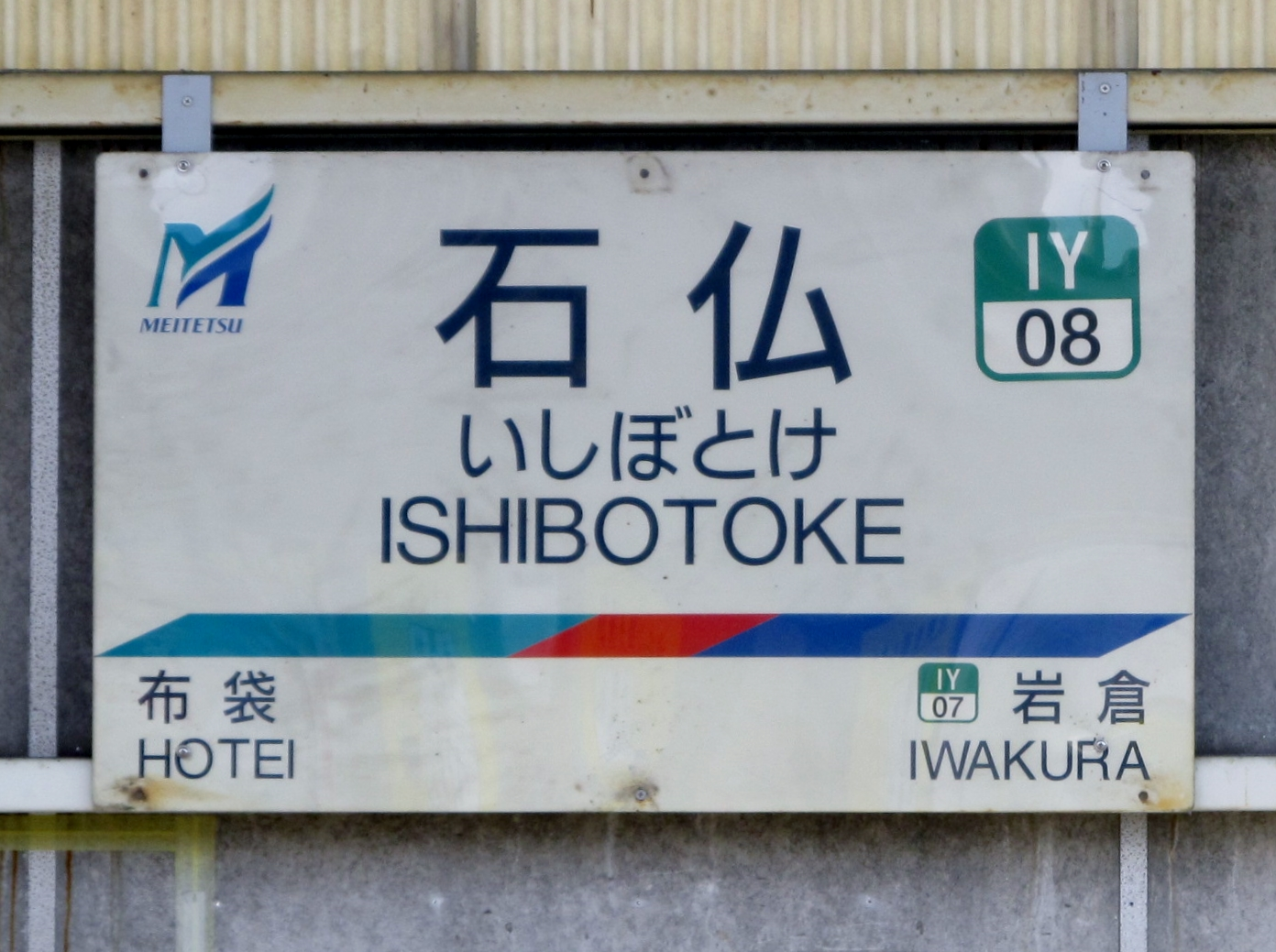
站名牌(2020年10月)

### 配線圖
| ← 名古屋方向    | 石佛站 構內配線略圖 | → 岩倉、 犬山方向 |
| 图例 参考文献： |                     |                   |

## 使用情況
| 年度               | 一日平均 上下車人次 | 一日平均 上車人次 |
| ------------------ | ------------------- | ----------------- |
| 2008年（平成20年） | 3,088               | 1,539             |
| 2009年（平成21年） | 3,111               | 1,552             |
| 2010年（平成22年） | 3,116               | 1,555             |
| 2011年（平成23年） | 3,076               | 1,546             |
| 2012年（平成24年） | 3,182               | 1,602             |
| 2013年（平成25年） | 3,258               | 1,636             |
| 2014年（平成26年） | 3,477               | 1,747             |
| 2015年（平成27年） | 3,631               | 1,826             |
| 2016年（平成28年） | 3,740               | 1,879             |
| 2017年（平成29年） | 3,890               | 1,954             |

## 相鄰車站
名古屋鐵道
 犬山線
□μ-SKY、□快速特急、■特急、□快速急行、■急行、■準急
通過
■普通
岩倉（IY07）－石佛（IY08）－布袋（IY09）

## 外部連結
- 石佛 - 名古屋鐵道